# Cine5
Cine5 е бивш телевизионен канал в Турция, той е първият в страната базиран на абонамент. Основан е на 20 септември 1993 г. Излъчва предимно пълнометражни филми. Абонатите му биват задължени да закупят декодер, за да гледат канала. От 16 януари 2006 г. започва да излъчва безплатно. На 15 февруари 2011 г. каналът е обявен за продажба и закупен от „Ал-Джазира“, с цел създаването на Al Jazeera Türk, но това така и не се случва (освен краткосрочно цифрово излъчване). На 4 ноември 2013 г. каналът променя целият си пакет от услуги, а на 30 декември 2015 г. прекратява излъчването си. В момента сградата на канала е разположена в бизнес център „Гюрел“ в Меджидиекьой.